# Der Hausfreund
Der Hausfreund ist eine US-amerikanische Komödie aus dem Jahr 1995.

## Handlung
Kevin Franklin, der einst in einem katholischen Waisenhaus groß wurde, träumt nur davon, so viel Geld wie möglich zu verdienen. So nutzt er auch jede Möglichkeit, um in Pittsburgh an Geld zu kommen. Doch man muss Geld investieren, damit man Geld verdienen kann. Dazu lieh er sich 5.000 US-Dollar von Happy Marcelli, der nun mit Zinseszins und Überziehungsgebühren entweder 50.000 US-Dollar oder eben seinen Kopf haben will. Um diesen Auftrag auszuführen, schickt er die beiden Brüder Pauly und Joey Gasperini los. Kevin flüchtet daraufhin und hat Glück, dass am Pittsburgh International Airport die Familie Young ist. Sie wartet dort auf Gary Youngs ältesten Freund, Dr. Derek Bond. Da er ihn aber seit 25 Jahren nicht gesehen hat, nutzt Kevin die Möglichkeit, sich als Derek auszugeben und ein Wochenende mit den Youngs in Sewickley zu verbringen, wodurch ihm vorerst die Flucht vor Pauly und Joey gelingt.
Allerdings kann er der Familie nicht entkommen, denn nachdem er knapp den Karrieretag an der Schule der Kinder überstanden hat, muss er auch auf der Party von Gary und Emily bestehen. Er schafft es immer wieder die Aufmerksamkeit durch seine flapsigen Sprüche auf etwas anderes als sich abzulenken, weswegen ihn jeder für den humorvollen bodenständigen und brillanten Zahnarzt hält, der angeblich Derek Bond ist. Er erkennt allerdings auch, dass es Risse in der Familie Young gibt, die sich in übersteigerten Ehrgeiz und Streitigkeiten äußern. Kevin hält sich dabei raus und muss selbst erneut fliehen, nachdem er mitbekam, dass sein alter Freund Larry ihn verriet und nun Pauly und Joey wissen, wo er ist. Auf der Flucht kauft er sich mit seinem letzten Geld ein Lottolos und läuft nach einigen Blocks Pauly und Joey in die Arme. Sie verfolgen ihn, und Kevin schafft die vorläufige Flucht, nur dank eines unwissenden Gary, der ihn auch gleich mit zum Golf nimmt.
Aber Pauly und Joey verfolgen ihn zum Golfclub, wo sie sich den Eintritt erschleichen und Kevin über den Platz jagen. Zwar kann Kevin seine Tarnung damit aufrechterhalten, dass man mit der Spielvariante Tempogolf mehr Spaß hätte, aber die beiden Gangster bleiben hartnäckig. Nur durch Zufall bleiben sie verhindert und Kevin muss als Dr. Derek Bon einen Eingriff bei Mr. Pike, Garys Chef, vornehmen. Mit Glück schafft er dies und die Tarnung bleibt weiterhin aufrecht. Allerdings weiß er auch, dass die beiden weiterhin draußen nach ihm suchen, weswegen er sich vorerst in den Dienst der Familie stellt. Dabei lernt er, dass in der Familie noch mehr Probleme herrschen, als er ursprünglich dachte. Jason kommt mit dem Druck seines Vaters nicht zurecht, Brooke ist unglücklich in ST-3 verliebt und Emily ist unglücklich darüber, dass ihr Geschäftskonkurrent auch noch von Garys Firma betreut wird.
Nachdem Kevin entdeckt, dass sein einziges Los den Jackpot geknackt hat, sieht er die Möglichkeit zur Flucht gekommen. Doch unterwegs stellt er fest, dass er umkehren muss, um die Familie zu retten. Er kümmert sich um ST-3, sorgt dafür, dass Gary mehr auf Jason achtet und seinen Job zugunsten seiner neuen Arbeit bei seiner Frau kündigt. Zufrieden kehrt er mit Gary und Emily nach Hause zurück, wo sie allerdings Pauly und Joey vorfinden, die die Kinder als Geiseln haben und nun Kevin mit sich mitnehmen. Nachdem herauskam, dass Kevin Franklin nicht Derek Bond und der eigentliche Derek Bond ein unausstehlicher Mensch ist, beschließt Gary ihm zu helfen. Er folgt ihnen und schafft es, dass er den flüchtenden Kevin aufsammelt und mit ihm den Plan schmiedet, den Gangstern das Lottolos zu überlassen, um dafür sein Leben zu behalten. Nachdem er dies gemacht hat, verbringt er fortan glückliche Tage mit der Familie Young.

## Kritik
„Gutmütige Familienkomödie, die trotz guter Hauptdarsteller sowie vieler Kalauer und Slapstick-Einlagen zu brav und harmlos bleibt. Während zunächst das scheinbar gutbürgerliche Familienidyll enttarnt wird, bemüht sich das letzte Drittel mit moralisierendem Impetus, die Familienmitglieder wieder auf den rechten Weg zu bringen.“

## Hintergrund
Ursprünglich sollte John Candy die Rolle des Kevin Franklin übernehmen. Als er vor den Dreharbeiten verstarb, wurde er durch Sinbad ersetzt.
Nach seinem Kinostart am 6. Januar 1995 konnte der Film etwas mehr als 26 Mio. US-Dollar einspielen. In Deutschland wurde der Film am 3. Juli 1997 direkt auf VHS veröffentlicht.